# Museo del centenario y jardines del desierto de Chihuahua
El Museo del centenario y jardines del desierto de Chihuahua (en inglés: Centennial Museum and Chihuahuan Desert Gardens') es un museo (de historia y Ciencias Naturales)y jardín botánico de 20 acres de extensión, que está especializado en el desierto de Chihuahua, que se encuentra en El Paso, Texas, Estados Unidos.
El museo fue edificado durante el centenario de Texas en 1936.
El Chihuahuan Desert Gardens es miembro del "Botanic Gardens Conservation Internacional" (BGCI).

## Localización
El jardín se ubica en los terrenos de la Universidad de Texas en El Paso, junto al aparcamiento de vehículos de la universidad.
Chihuahuan Desert Gardens University of Texas at El Paso 500 W. University Avenue Centennial Museum El Paso, El Paso county, Texas TX 79968, United States of America-Estados Unidos de América.
Planos y vistas satelitales.31°46′9.39″N 106°30′20.96″O / 31.7692750, -106.5058222
Se encuentra abierto de martes a sábados excepto en las vacaciones de la universidad y los días en que juega el equipo de fútbol-americano local  UTEP. Se cobra una tarifa de aparcamiento.

## Historia
El "Centennial Museum" (El Museo del Centenario) fue edificado en 1936 con enfoque cultural en la historia de las culturas indígenas, coloniales, pre-urbanas, gente de las regiones fronterizas del suroeste de los Estados Unidos y México. 
El enfoque en la historia natural de la geología y la biología del Suroeste de Estados Unidos y de México, con especial énfasis en la Desierto de Chihuahua. 
Las exposiciones permanentes incluyen paleontología, geología, etnología, arqueología y vertebrados superiores regionales. 
El Museo cuenta con una colección de alfarería de la cultura Casas Grandes alfarería, con muchos elementos que se muestran en su sitio web, así como en exposiciones.
Las exposiciones temporales cubren una amplia gama de temas dentro del propósito de la misión del museo o de la de la Universidad de Texas en El Paso. El énfasis tiende a estar en la Región Fronteriza de los Estados Unidos y México en El Paso.

### Jardines del Desierto de Chihuahua
Los Jardines del Desierto Chihuahuense en los terrenos del museo cuentan con más de 600 especies de plantas nativas. 
Los jardines están destinados a demostrar que el uso de plantas nativas en la jardinería puede ser el cumplimiento en términos de belleza y conservación del agua. 
Más de 600 especies de plantas nativas de la ecorregión del gran Desierto de Chihuahua se cultivan en una serie de jardines temáticos. 
Los jardines también sirven como un recurso para el botánico informal y formal y la educación ambiental. 
Una extensa base de datos de imágenes de plantas y la información correspondiente se asocia a los jardines. 
El "Laboratorio de Biología Ambiental" es el componente de investigación biológica del Museo, con especial énfasis en la ecología y evolución, incluyendo sistemática.